# Duosperma tanzaniense
Duosperma tanzaniense là một loài thực vật có hoa trong họ Ô rô. Loài này được Vollesen mô tả khoa học đầu tiên năm 2006.